# Призори из обитељског живота
„Призори из обитељског живота” је југословенска телевизијска серија снимљена 1979. године у продукцији ТВ Загреб.

## Улоге
| Глумац             | Улога |
| ------------------ | ----- |
| Карло Булић        |       |
| Драган Миливојевић |       |
| Мустафа Надаревић  |       |
| Перица Мартиновић  |       |
| Жељко Мавровић     |       |
| Лела Маргитић      |       |
| Злата Петковић     |       |
| Лена Политео       |       |
| Недим Прохић       |       |
| Мартин Сагнер      |       |

Комплетна ТВ екипа  ▼
| Редитељ    | Марио Фанели |
| Сценариста | Милан Гргић  |